# Puppy Linux
Puppy Linux is een Linuxdistributie ontwikkeld door Barry Kauler.
De laatste versie, door hem ontwikkeld, heet Easypup Buster64, gebaseerd op Debian Buster64. De puppy-community zet het werk van Kauler voort.

## Inleiding
De meeste versies van Puppy Linux worden beschikbaar gesteld als ISO-bestand waarvan een live-cd kan worden gemaakt. Het staat bekend om zijn kleine bestandsgrootte, betrouwbaarheid en de makkelijk te gebruiken grafische gebruikersomgeving. Alle programma's worden vanuit het werkgeheugen opgestart, waardoor Puppy Linux snel reageert.
Puppy Linux kan opgestart worden vanaf een USB-stick, cd-rom, zipdisk, harde schijf, diskette of via een netwerk. Bij het installeren op een harde schijf is het bestandssysteem ext3 vereist. Dit bestandssysteem kan gecreëerd worden met GParted. Om de harde schijf vervolgens opstartbaar te maken, dient het programma GRUB geïnstalleerd te worden.
In Puppy Linux is de gebruiker root, waardoor deze alle rechten heeft.
Voordat er verbonden wordt met het internet, wordt het aanbevolen om het gebruikerswachtwoord te wijzigen via het commando passwd.
Puppy Linux heeft een eigen firewall die standaard alle poorten sluit om de beveiliging te verbeteren.

## Applicaties
Er zijn verschillende Puppy Linux-versies. De standaardversie bevat de volgende applicaties:
| Applicatiecategorie    | Naam                                                                         |
| ---------------------- | ---------------------------------------------------------------------------- |
| Officeapplicaties      | AbiWord, Gnumeric, LibreOffice (Easypup)                                     |
| Webpaginabewerking     | Bluefish (WYSIWYG HTML-editor), SeaMonkey (HTML-editor) en Leafpad           |
| Persoonlijke uitgaven  | Xfinans, Grisbi en Qhacc                                                     |
| Chatten                | Pidgin                                                                       |
| Adresboek, kalender    | Ical, Gaby, Agenda                                                           |
| Webbrowser en plug-ins | SeaMonkey (eerder Mozilla Suite), met GXine media-plug-ins en Flash-plug-in. |
| Bestandsbeheerders     | ROX-Filer, uXplor, MToolsFM en GTKSee                                        |
| Desktoppublishing      | Scribus                                                                      |
| Image editors          | Inkscape, Dia, Figurine, Mtpaint                                             |
| Organisers             | Didiwiki                                                                     |
| Audio/Video            | GXine, Mplayer (Wary) Gnome Player (Easypup)                                 |
| Games                  | Gemgame, Bubbles, GTKfish, Rubix en tkMines                                  |
| Printen/scannen/pdf    | GSview, PDQprinting                                                          |
| Netwerk                | GKDial, Xeznet, Wvdial, Roaring Penguin, RDP, VNC en Superscan               |
| Windowmanager          | JWM                                                                          |
| Database               | Quisp SQL en CGI, Osmo                                                       |

Ook zijn er honderden andere applicaties te downloaden via "dotpup" en "pupget". Vanaf Puppy Linux 2.13 wordt er slechts één programma gebruikt voor pakketbeheer: "getpup".
Bekende beschikbare programma's zijn onder meer MPlayer, Tuxracer, OpenOffice en Firefox. De latere versies van de Package Manager heten : Petget Package Manager.

## Versies
De zes belangrijkste varianten van Puppy Linux zijn:
- Puppy Linux Slacko: Puppy Linux gebaseerd op Slackware. Laatste versie is 6.3.0 (18 november 2015).
- Puppy Linux Tahrpup: een Ubuntu-gebaseerde versie. Laatste versie is 6.0 (28 oktober 2014).[2]
- Puppy Linux Precise: een Ubuntu-gebaseerde versie. LTS versie is 5.7.1 (29 juli 2013).[3]
- Puppy Linux Quirky: een Ubuntu-gebaseerde versie. Laatste versie is 8.0 (21 april 2016)
- Puppy Linux Wary: de belangrijkste versie na de Ubuntu-gebaseerde versie. Laatste versie is 5.5 (3 maart 2013).[4]
- Puppy Linux Racy: Wary voor recentere computers.

Van Puppy Linux bestaan of bestonden verder onderstaande varianten:
- Puppy Linux Onebone: dit is de kleinste versie (30 MB) van Puppy Linux. Onebone bevat geen grafische interface en alle programma's zijn eruit gehaald. Er zijn alleen een paar simpele commandlineapplicaties over, waaronder Elinks en Midnight Commander.
- Puppy Linux Barebones: een lichtgewicht (47 MB) Puppy-afgeleide Linuxdistributie met FVWM. In staat om te werken op een computer met een 200MHz-processor en 64 MB RAM.[5]
- Macpup: Puppy Linux met Enlightenment 17 (laatste versie: Macpup 550, 21 augustus 2013).
- Grafpup (stopgezet): Grafpup is een gescheiden soort van Puppy Linux.[6] Grafpup is wel op Puppy Linux gebaseerd maar is verder ontworpen door Nathan F. Grafpup en niet door Barry Kauler. Het is bedoeld voor grafisch ontwerpers. Ook zijn grote pakketten zoals KDE en OpenOffice makkelijker te installeren. Grafpup is groter dan de standaard Puppy Linux en is nog niet gebaseerd op Puppy Linux 2.00+. Daardoor is de hardwareherkenning minder goed. De laatste versie is 2.00 en werd uitgebracht op 2 juni 2007.

Precise Puppy Linux is de meest geliefde versie en is compatibel met de meeste Ubuntu-pakketten. De versie 5.3.97 is de laatste voor de computers met 1 processorkern (Pentium 4). Voor een dual- of quadcore zijn hogere versies (bijvoorbeeld - de meest stabiele - 5.7.1) beter geschikt. Precise Puppy stierf langzaam uit, rond 2013.
De allerlaatste CDROM - versie van Barry Kauler heet Easypup Buster64 en de CDROM - versies worden enkel nog door de community (CE) ontwikkeld  Easypup kan WEL nog overweg met het internet. De vroegere versies van Puppy zoals de Precise-versies, hebben zo goed als GEEN ondersteuning voor het HTTPS - protocol, dus werkt Precise Puppy zo goed als virtueel zonder internet in 2024.
Easypup Buster64 draait Linux kernel 5.4.81 en kan wel HTTPS via de browser Seamonkey verwerken. De browser Seamonkey wordt meer en meer geweerd door grote platforms maar wordt nog wel geüpdatet. Seamonkey is het ongekende Thunderbird - broertje van Mozilla Firefox en bevat een internetbrowser, een mailprogramma, een gebruiksvriendelijke HTML - editor en een adresboek.
Versies met de suffix CE (Community Edition) worden ontwikkeld door vrijwilligers van Puppy Linux.